# Wyn Morris
Wyn Morris (Trellech, 14 februari 1929 - 23 februari 2010) was een Welsh dirigent.
Morris is afkomstig uit Monmouthshire. Hij kreeg vooral bekendheid door zijn interpretatie van de werken van Gustav Mahler, die hij in de jaren 1960 en 1970 bijna volledig opnam. Hij was in 1972 de tweede (na Eugene Ormandy) die Deryck Cookes uitvoeringsversie van Mahlers onvoltooide Symfonie nr. 10 opnam. In 1988 dirigeerde hij ook de eerste uitvoering van de Symfonie nr. 10 van Beethoven, zoals geconstrueerd door Barry Cooper.
Morris was muziekdirecteur van de Eisteddfod in 1960-1962 en van de "Huddersfield Choral Society" in 1969-1974.